# Salvatorkirche (Duisburg)

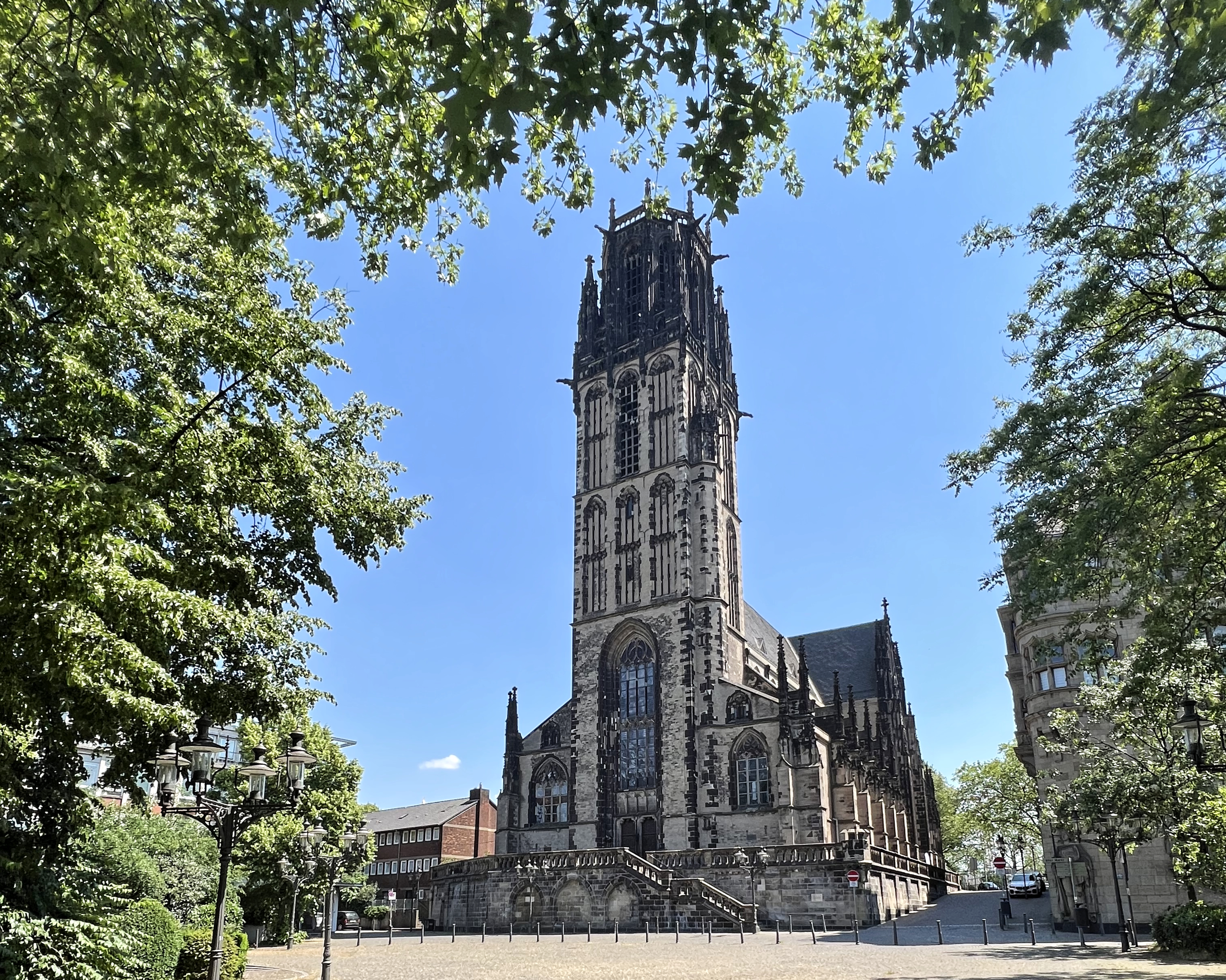
Salvatorkirche am Alten Markt (2023). Sie hat durch das Fehlen der im Zweiten Weltkrieg ausgebrannten Spitze eine markante Silhouette.

Die Salvatorkirche ist die alte Stadtkirche in Duisburg und ist eine der Gottesdienststätten der Evangelischen Kirchengemeinde Alt-Duisburg, die zum Kirchenkreis Duisburg der Evangelischen Kirche im Rheinland gehört. Sie wurde an Stelle einer älteren Pfalzkirche seit dem 14. Jahrhundert auf dem Duisburger Burgplatz errichtet. Zusammen mit dem Willibrordi-Dom in Wesel stellt die Salvatorkirche eines der bedeutendsten spätgotischen Kirchenbauwerke am rechten Niederrhein dar.

## Baugeschichte

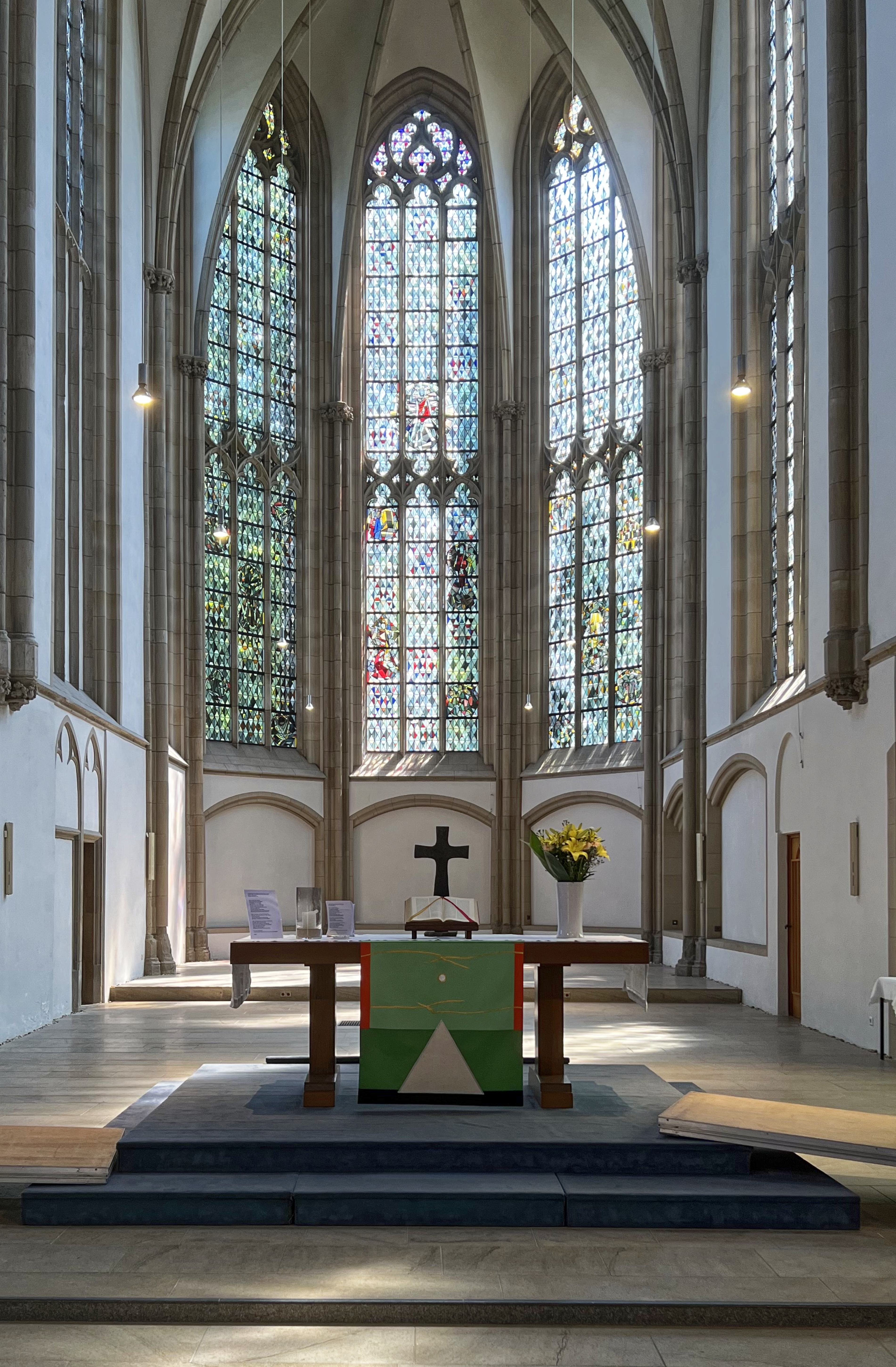
Langhaus nach Osten

Die Grundsteinlegung der jetzigen Kirche erfolgte vermutlich im Jahr 1316. Bauherr war der Deutsche Orden, was aus einigen Stadtrechnungen und aus den Notizen späterer Chronisten hervorgeht. Die Kommende Welheim des Ordens hatte seit 1254 die Patronatsrechte über die Kirche. Wahrscheinlich wurde mit dem Neubau des Kirchturms begonnen, der vor allem von den städtischen Bürgern finanziert wurde. Er diente nach seiner Fertigstellung auch als Wachturm für die Stadt. Nach Anlage des Chors und der Nebenchöre nehmen erst in der zweiten Hälfte des 14. Jahrhunderts das Langhaus und die Seitenschiffe Gestalt an. Der Abschluss des Kirchenbaus wird in das Jahr 1415 datiert.
Der erste gotische Turmbau war 1367 vollendet. Der Turmhelm der Kirche wurde viermal erneuert. Mit seinem zweiten achtseitigen, spitz zulaufenden Helm und abgewalmten Füßen, der 106 Meter hoch in den Himmel ragte, war die Kirche die damals höchste Kirche in Nordwestdeutschland. 1467 brannte der Turm vollständig ab und wurde, etwas niedriger als zuvor, 1479 bis 1513 unter Leitung von Johannes Haller wiederhergestellt. Der Turmhelm brannte erneut im Jahre 1613 nach dem Einschlag eines Blitzes ab. 1692 wurde eine barocke Turmhaube von Meister Grevenbroek aufgesetzt.
Nach Entwürfen des Düsseldorfer Architekten Rudolf Wiegmann wurde die Salvatorkirche in den Jahren 1847–1852 in spätgotischem Stil renoviert und umgestaltet. Bei der großen Restaurierung zu Beginn des 20. Jahrhunderts erhielt die Kirche einen schlanken, achteckig hoch emporragenden neugotischen Turmhelm, der auf den quadratischen Turm gesetzt wurde, so dass die Kirche eine Höhe von 90 Metern annahm. Außen wurde Strebewerk als rein gestalterisches Element an den Bau angefügt. In der unmittelbaren Nähe der Kirche befand sich die Liebfrauenkirche, deren Türme zusammen mit den Türmen der Salvatorkirche und dem Rathausturm die typische Silhouette der Stadt Duisburg bildeten.
Am 12. Mai 1943 wurde bei dem bis dahin schwersten Luftangriff auf das Ruhrgebiet den englischen Piloten der gut zu erkennende Turm der Salvatorkirche ausdrücklich als Zielpunkt für das Flächenbombardement auf die Duisburger Hafenanlagen markiert. Die 572 Bomber zerstörten in der Nacht die umgebende Altstadt fast völlig, etwa 300 Menschen starben. Die Salvatorkirche selbst blieb stehen, jedoch brannte der neugotische Turmhelm durch den Einschlag einer Brandbombe aus und brennende Balken fielen auf das Langhaus. Die Liebfrauenkirche wurde dem Erdboden gleichgemacht und nach dem Krieg durch einen Neubau in Innenstadtlage ersetzt. Die Salvatorkirche wurde in 15-jähriger Bauzeit wiederaufgebaut und wird seit 1960 wieder benutzt. Der Turmhelm wurde nicht wieder errichtet und so erinnert der ausgebrannte obere Teil des Turms bis heute an die Kriegszeit.
Die heute evangelische Kirche wurde Christus, dem Salvator mundi („Erlöser der Welt“), geweiht, dem Schutzpatron der Stadt Duisburg. In der Kirche liegen der berühmte Kartograph Gerhard Mercator und der Gründungsrektor der Alten Universität Duisburg, Johannes Clauberg begraben.

## Vorgängerkirchen
Die Salvatorkirche geht zurück auf eine Kapelle aus Holz des Königshofes zu Duisburg, 893 erstmals erwähnt. Bei Grabungen im Inneren der Salvatorkirche konnte der hölzerne Bau archäologisch nachgewiesen werden. Bereits Anfang des 9. Jahrhunderts soll Kaiser Karl das Patronatsrecht an das Kloster St. Salvator in Herrieden an der Altmühl verliehen haben. Ein Zusammenhang mit der Wahl des Patroziniums der Salvatorkirche ist dann wahrscheinlich. Aber bald darauf gelangten die Patronatsrechte in den Besitz der Abtei Prüm in der Eifel.
Im 11. Jahrhundert wurde die Kapelle durch eine steinerne Pfalzkirche ersetzt, auch dieser Bau wurde archäologisch nachgewiesen. Aber schon hundert Jahre später musste auch diese Kirche durch einen Neubau ersetzt werden. Es entstand eine dreischiffige romanische Basilika mit einem Westturm. Grundmauern dieses romanischen Baus der Stauferzeit konnten ebenfalls durch Grabungen belegt werden, er war im Grundriss nahezu deckungsgleich mit dem romanischen Vorgängerbau der früheren Stifts- und heutigen Propsteikirche St. Gangolf in Heinsberg. Im 13. Jahrhundert ließ sich in Duisburg der Deutsche Orden nieder. Er erwarb von der Abtei Prüm die Duisburger Pfalzgebäude mitsamt der Basilika und richtete dort eine Niederlassung ein. Der Orden behielt die Patronatsrechte bis 1533.
Im Jahre 1283 kam es zu einem verheerenden Brand, bei dem die Duisburger Königspfalz und die Kirche zerstört wurden. 1316 schließlich war der Bau der heutigen Salvatorkirche im Gange.

## Baubeschreibung
Die Salvatorkirche ist eine gotische Basilika mit einem dreischiffigen, fünfjochigen Langhaus. An die quadratische Vierung schließen sich einjochige Querschiffe an. Der zweijochige Chor hat einen polygonalen 5/8-Schluss. Der Abschluss der südliche Seitenkapelle entspricht in seiner spätgotischen Form der des Hauptchores. Das Maßwerk zeigt reichen Fischblasenschmuck. Das Mauerwerk ist aus hellgrauem Tuffstein gefertigt. Das Kirchendach ist mit dunklem Schiefer gedeckt.
Das Strebewerk am Langhaus ist ein Schmuck der historisierenden Gestaltung zu Beginn des 20. Jahrhunderts; statisch wäre es nicht erforderlich. Ebenso stammen die gemauerten Giebel der Querschiffe aus dieser Zeit.
Der Turm hatte im 14. und 15. Jahrhundert zeitweilig eine Höhe von 112 Metern. Er wurde erstmals 1367 fertiggestellt und ruht auf vier mächtigen Pfeilern im Westteil der Kirche. Die Westwand des Turmuntergeschosses präsentiert ein beachtliches Fenster zum Alten Markt hin. Den heutigen Abschluss des Turmes bildet ein oktogonales Glockengeschoss von 1903. Der zugehörige neogotische Turmhelm wurde im Zweiten Weltkrieg zerstört.

Ansichten
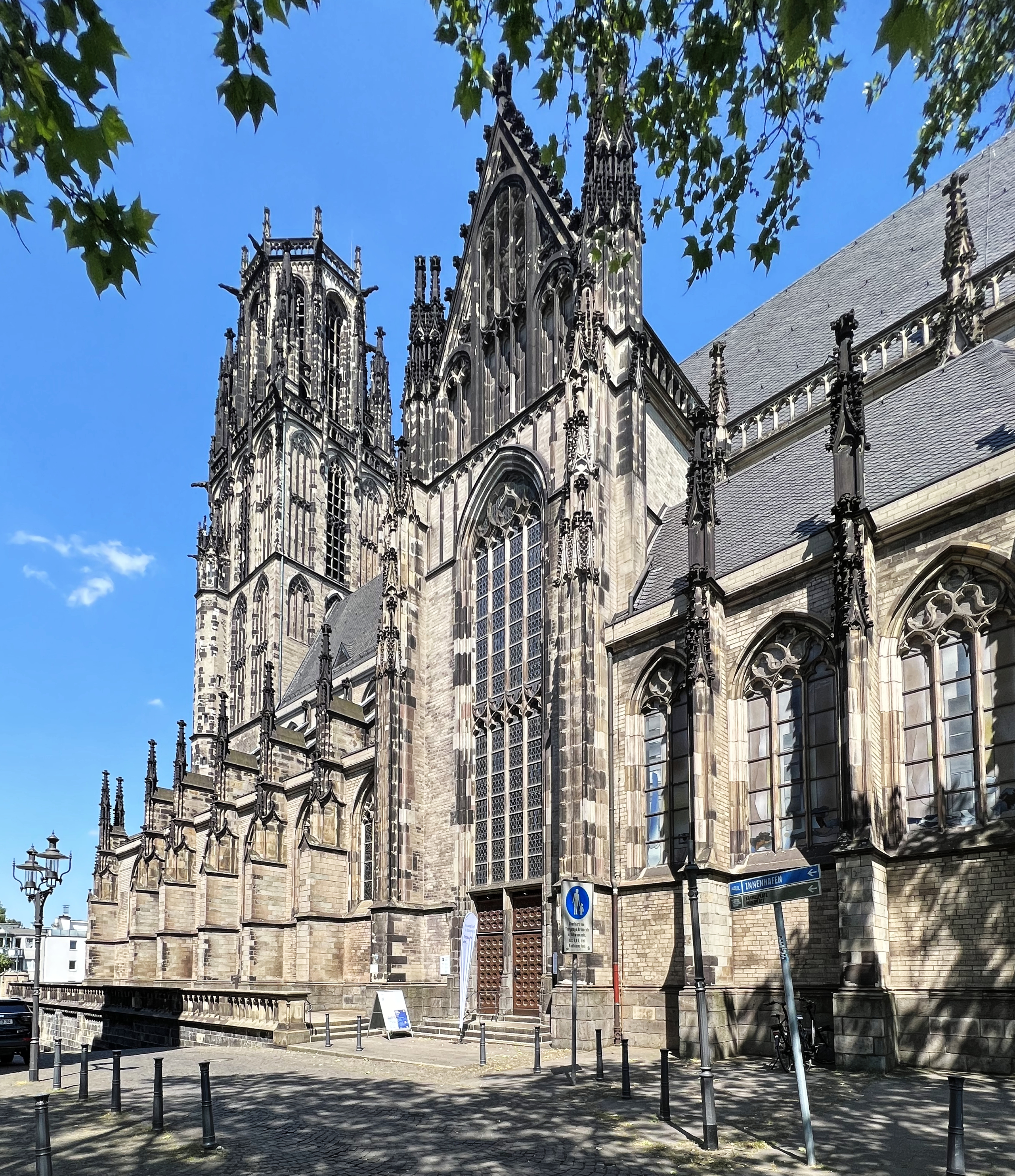
Salvatorkirche von Südosten
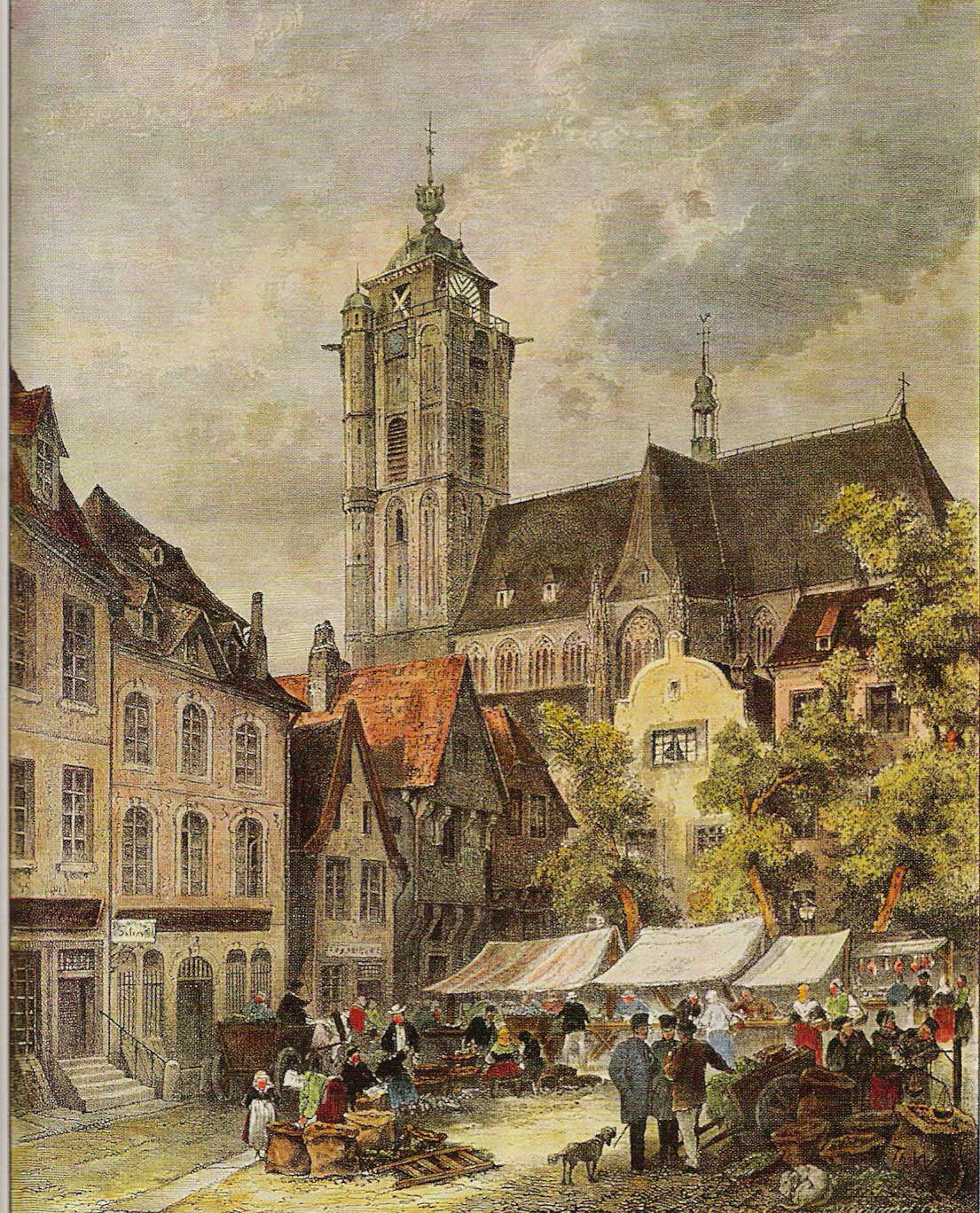
Markt auf dem Duisburger Burgplatz vor der Salvatorkirche, um 1850. Das Bild zeigt den kuppelartigen Vorgänger des im Zweiten Weltkrieg zerstörten, spitzeren Turmhelms
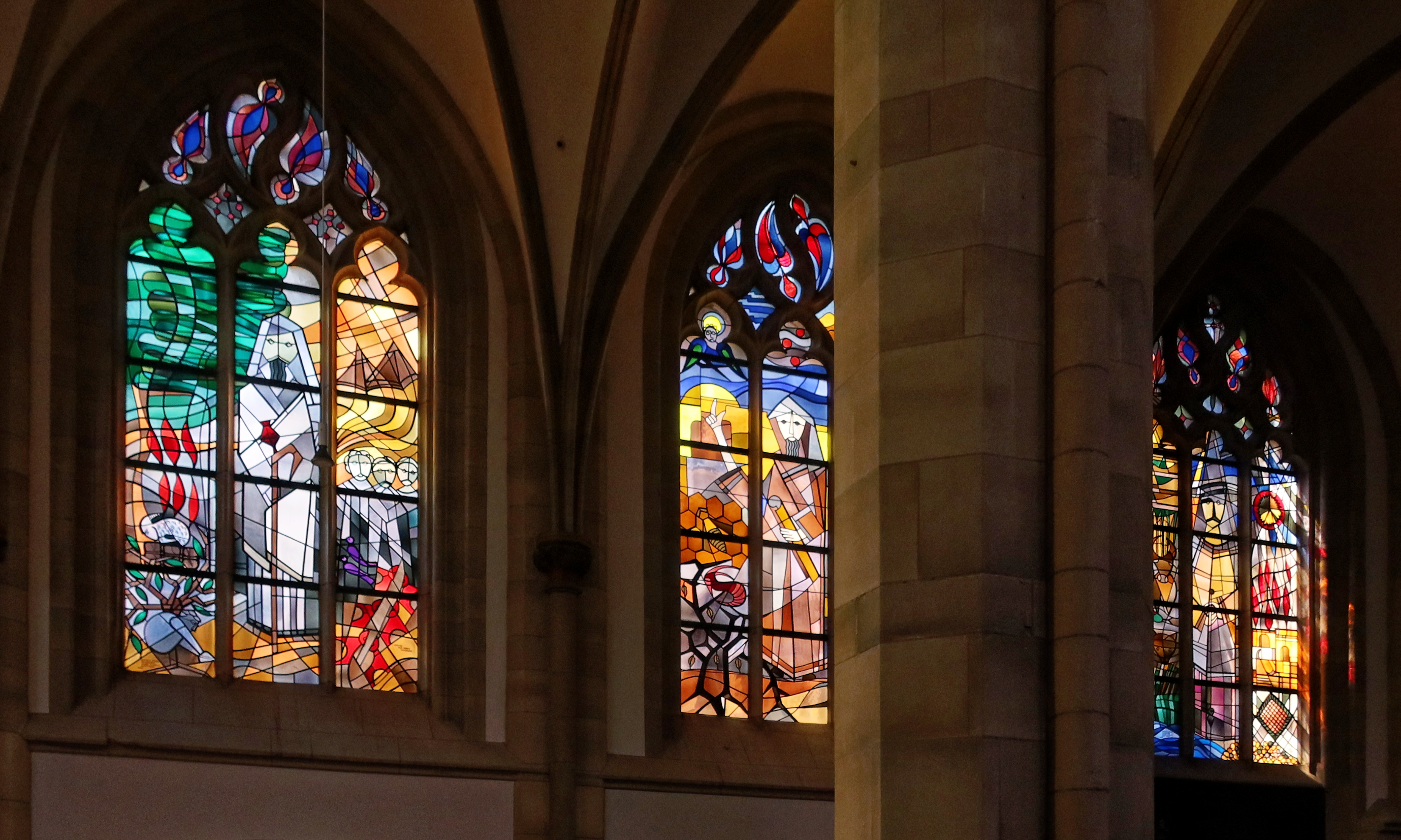
Buntglasfenster in der Salvatorkirche

## Ausstattung

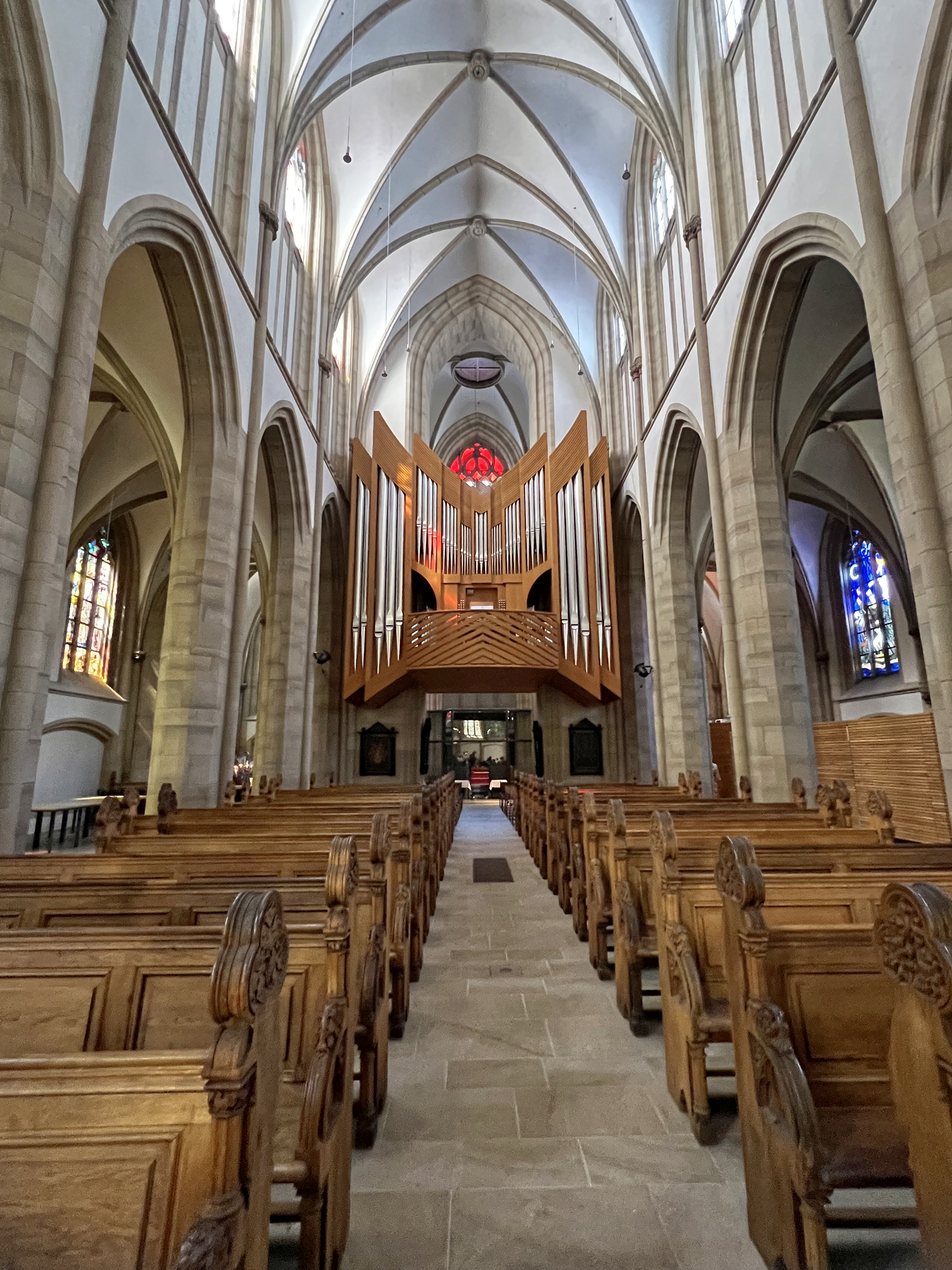
Langhaus nach Westen

Zur Kirchenausstattung zählen ein Taufstein aus dem 15. Jahrhundert, aufgestellt auf einem modernen Sockel, ein spätgotisches Sakramentshaus und eine Renaissancekanzel aus dem Jahre 1664. Beachtenswert sind auch insgesamt 18 Epitaphe, darunter dasjenige von Gerhard Mercator in der südlichen Chorkapelle, und neun Wappenschilde.
Zu den Epitaphen in der Chorkapelle zählt unter anderem dasjenige des Kurators der Universität Duisburg Arnold Gisbert Pagenstecher (1615–1688) und seiner Ehegattinnen samt deren Wappen.
Würdigung verdienen ebenfalls die Malereien der Kirchenfenster, insbesondere das dem Novemberpogrom 1938 in Duisburg gewidmete „Gedenkfenster“ des aus Essen gebürtigen israelischen Künstlers Naftali Bezem.

### Salvatorstatuette
Bis in das 16. Jahrhundert zählte eine hölzerne Salvatorstatuette zur Kirchenausstattung. Der Figur schrieb man Wunderkraft zu und sie wurde im Spätmittelalter jährlich bei der Fronleichnamsprozession durch die Stadt getragen. Ab 1543 wurde auf Beschluss des Rates der Stadt im evangelischen Sinne gepredigt und in den Folgejahren auch das Abendmahl in beiderlei Gestalt („Brot und Wein“) gefeiert, so dass bis 1555 die Reformation endgültig Fuß fassen konnte. Den Überzeugungen des reformierten Bekenntnisses folgend wurde die Statue nun als „Ölgötz“ empfunden. Konsequenterweise wurde sie aus dem Altarraum entfernt und schließlich an die katholische Kirche St. Pankratius in Nievenheim verkauft, wo sie seitdem aufgestellt ist. Auch andere Teile der mittelalterlichen Ausstattung wurden wegen des Bekenntniswechsels aus der Kirche entfernt oder aus wirtschaftlicher Not verkauft, um eingeforderte Kriegssteuern aufbringen zu können.

### Orgel
Die Orgel stammt aus dem Jahr 2002.

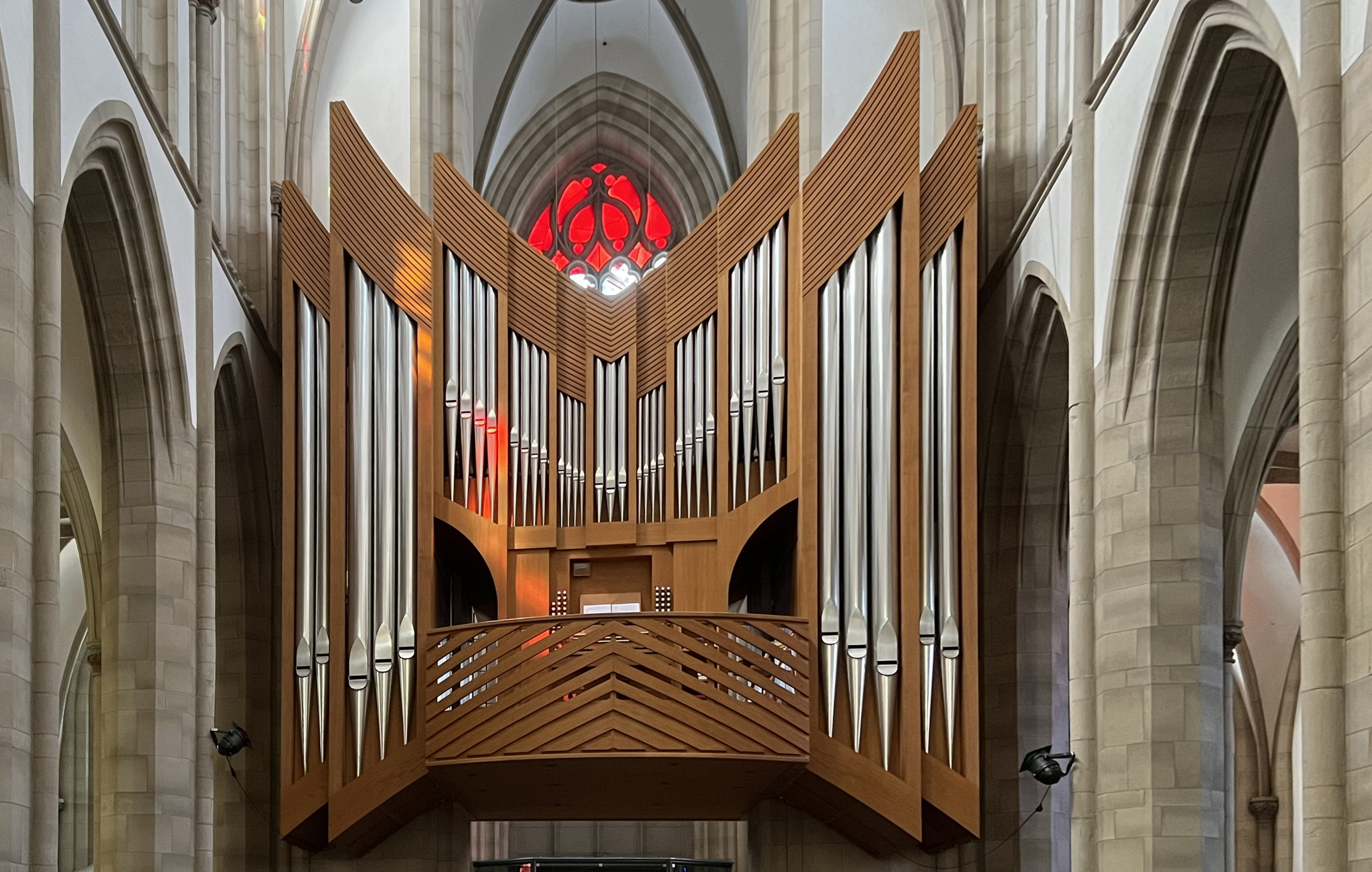
Kuhn-Orgel

Sie wurde von der Orgelbaufirma Kuhn (Männedorf, Schweiz) erbaut. Das Instrument hat 41 Register auf drei Manualen und Pedal und ist im deutsch-barocken bzw. französisch-romantischen Stil disponiert. Die Spiel- und Registertrakturen sind mechanisch. Die Registerzüge können, da als Doppeltraktur ausgeführt, zusätzlich von Elektromagneten bewegt werden.
| I Hauptwerk C–a3 |                 |          |
| 01.              | Principal       | 16′      |
| 02.              | Octave          | 08′      |
| 03.              | Coppel          | 08′      |
| 04.              | Viola da Gamba0 | 08′      |
| 05.              | Octave          | 04′      |
| 06.              | Hohlflöte       | 04′      |
| 07.              | Quinte          | 02 ⁄3′ 0 |
| 08.              | Octave          | 02′      |
| 09.              | Mixtur V        | 02′      |
| 10.              | Fagott          | 08′      |

| II Solowerk C–a3 |            |          |
| 11.              | Offenflöte | 08′      |
| 12.              | Salicional | 08′      |
| 13.              | Principal  | 04′      |
| 14.              | Rohrflöte  | 04′      |
| 15.              | Kornet III | 02 ⁄3′ 0 |
| 16.              | Oktave     | 02′      |
| 17.              | Scharf III | 01′      |
| 18.              | Trompete   | 08′      |
| 19.              | Clairon    | 04′      |
|                  | Tremulant0 |          |

| III Schwellwerk C–a3 |                  |          |
| 20.                  | Bourdon          | 16′      |
| 21.                  | Doppelflöte      | 08′      |
| 22.                  | Viola            | 08′      |
| 23.                  | Vox coelestis    | 08′      |
| 24.                  | Principal        | 04′      |
| 25.                  | Traversflöte     | 04′      |
| 26.                  | Nasard           | 02 ⁄3′ 0 |
| 27.                  | Flageolet        | 02′      |
| 28.                  | Terz             | 01 3⁄5′  |
| 29.                  | Mixtur III-IV    | 02 ⁄3′   |
| 30.                  | Basson           | 16′      |
| 31.                  | Trompette harm.0 | 08′      |
| 32.                  | Oboe             | 08′      |
| 33.                  | Vox humana       | 08′      |
|                      | Tremulant        |          |

| Pedal C–f1 |                |           |
| 34.        | Principalbass0 | 16′       |
| 35.        | Subbass        | 16′       |
| 36.        | Grossquinte    | 10 2⁄3′ 0 |
| 37.        | Octavbass      | 08′       |
| 38.        | Spitzflöte     | 08′       |
| 39.        | Choralbass     | 04′       |
| 40.        | Posaune        | 16′       |
| 41.        | Trompete       | 08′       |

- Koppeln: II/I, III/I (auch als Suboktavkoppel), III/II, I/P, II/P, III/P (auch als Superoktavkoppel)
- Spielhilfen: 4 × 256fach Setzer-Kombination

### Glocken
Im Turm hängen 3 Stahlglocken gegossen vom Bochumer Verein im Jahre 1920.
Schlagtöne und Namen:
A° Salvatorglocke
c' Heldenglocke
d' Freiheitsglocke

## Vermessungsarbeiten durch Corputius
Als Johannes Corputius um 1563 die Vermessungsarbeiten für seinen Plan der Stadt Duisburg ausführte, benötigte er einen geeigneten Punkt für seine Peilungen, der ihm eine ausreichende Übersicht bot. In seinen Zeichnungen hat er festgehalten, die Messungen Van den grooten tooren te Duysburg, dem Turm der Salvatorkirche ausgeführt zu haben. Um Zutritt zum Turm zu erlangen, zahlte er dem Türmer einen Albus.

## Erste Reformierte Generalsynode
Vom 7. bis 11. September 1610 fand in der Salvatorkirche die Erste Reformierte Generalsynode statt. Bei dieser Versammlung kamen 35 Delegierte der damaligen Herzogtümer Jülich, Kleve und Berg zusammen. Sie fassten Beschlüsse, die bis heute das Selbstverständnis der Evangelischen Kirche im Rheinland prägen, wonach die Leitung der Gemeinde gleichberechtigt in der Hand von Laien und Theologen liegen soll. Die Erste Reformierte Generalsynode gilt als Geburtsstunde der presbyterial-synodalen Kirchenstruktur der evangelischen Kirchen am Niederrhein.

## Kirchengemeinde
Die Kirche wird von der Evangelischen Kirchengemeinde Alt-Duisburg genutzt. Pfarrer der Salvatorkirche war von 2005 bis September 2012 Peter Krogull. Die Stelle wurde nicht neu besetzt. Die Aufgaben übernehmen die Gemeindepfarrer Stephan Blank (Schwerpunkt: Kirchenmusik, Familie und Jugend) und Martin Winterberg (Schwerpunkt: Kunst, Kultur und Öffentliche Verantwortung).
Ein Schwerpunkt der Kirchengemeinde ist die Kirchenmusik, herausragende Konzerte führt dort vor allem die Salvatorkantorei auf. Der dort seit 1991 tätige Kantor Uwe Maibaum wurde ab April 2007 zum Landeskirchenmusikdirektor der Evangelischen Kirche von Kurhessen-Waldeck berufen. Sein Nachfolger ist Marcus Strümpe, der 1994–2007 Leiter der Pauluskantorei Duisburg-Hochfeld war und seit 2003 auch den Philharmonischen Chor Duisburg leitet.
Die Gemeinde Alt-Duisburg wird von engagierten ehrenamtlichen Mitarbeiterinnen und Mitarbeitern (EMAs) unterstützt, die unter anderem an bestimmten Tagen Rundführungen durch die fast 700 Jahre alte Kirche durchführen.
Von 1970 bis 2002 war Lorenz Grimoni einer der Pfarrer an der Salvatorkirche.
Am 31. Juli 2010 fand in der Salvatorkirche der Gedenkgottesdienst für die im Tunnel der Karl-Lehr-Straße verunglückten Opfer des Unglücks bei der Loveparade 2010 statt.
Am 30. Mai 2019 fand in der Salvatorkirche ein Fernsehgottesdienst der ARD zu Ehren des 60. Jubiläums der Kindernothilfe statt.

## Kirchenmusiker
- Konrad Voppel (1951–1990)
- Uwe Maibaum (1991–2006)
- Marcus Strümpe (seit 2007)